# إيرمفريد إبرل
إيرمفريد إبرل (8 سبتمبر 1910 - 16 فبراير 1948) كان طبيبًا نفسيًا نمساويًا ومديرًا طبيًا لمعاهد القتل الرحيم في براندنبورغ وبيرنبرغ، الذي ساعد في تأسيسه وكان أول قائد لمعسكر إبادة تريبلينكا برتبة إس إس - اوبرستورموهر من 11 يوليو 1942 حتى فصله في 26 أغسطس 1942. اعتقل بعد انتهاء الحرب في كانون الثاني 1948. شنق إيبرل نفسه في الشهر التالي لتجنب المحاكمة.

## قتل المعاقين
عندما بدأ برنامج أكتيون تي4، كان إيبرل مشاركًا. في 1 فبراير 1940، في سن 29 عامًا، أصبح إيبرل المدير الطبي لمنشأة القتل في براندنبورغ. في خريف عام 1941، تولى المنصب نفسه في مركز بيرنبرغ للقتل الرحيم. على الرغم من عدم أمرهم رسميًا بالمشاركة ، كان الأطباء النفسيون مثل إبرل في المركز لتبرير وتخطيط وتنفيذ القتل الجماعي لأولئك الذين يعانون من اضطرابات عقلية، وشكلوا صلة بالإبادة اللاحقة لليهود وغيرهم من "غير المرغوب فيهم" "في المحرقة.